# Eau-de-vie

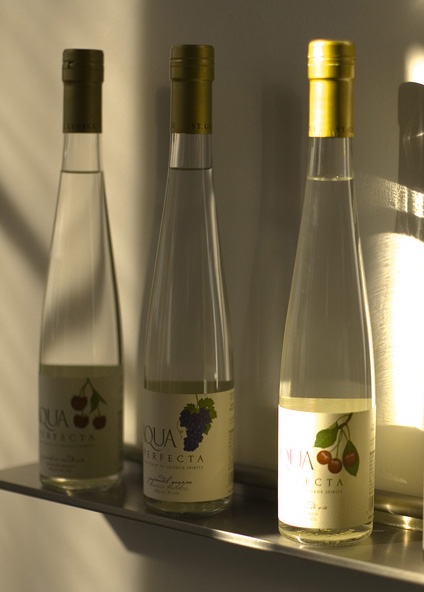
Tre buteljer med eau-de-vie.

Eau-de-vie, franska för "livets vatten" (efter latinets aqua vitae; se akvavit), är i Frankrike en gemensam benämning på alla slags destillerade spritdrycker, oavsett råvaran. I Sverige är det benämning på varje konjaksliknande dryck, som inte är ren konjak i franska lagstiftningens bemärkelse. 
I det svenska Systembolagets sortiment är "Eau-de-Vie" sedan 1922 varunamnet på ett enklare vindestillat, producerat i Frankrike för Vin & Sprit (artikelnummer 386).